# HD104270
HD104270 — хімічно пекулярна зоря спектрального класу A5, що має видиму зоряну величину в смузі V приблизно  7,3.
Вона  розташована на відстані близько 793,6 світлових років від Сонця.